# (Cycloheptatriényl)(cyclopentadiényl)vanadium
Le (cycloheptatriényl)(cyclopentadiényl)vanadium, parfois appelé trovacène, est un composé sandwich organovanadium (en) de formule chimique (η7-C7H7)(η5-C5H5)V, dans lequel C7H7 et C5H5 sont respectivement les ligands cycloheptatriényle et cyclopentadiényle. 
Il s'agit d'un solide violet diamagnétique qui se dégrade au contact de l'air. Sa structure a été confirmée par cristallographie aux rayons X. Il a été synthétisé pour la première fois en chauffant un mélange de cycloheptatriène C7H8 et de (cyclopentadiényl)vanadium tétracarbonyle (η5-C5H5)V(CO)4. De nombreux dérivés de ce complexe sont obtenus par lithiation du cycle cyclopentadiényle.